# المحكمة العامة (السعودية)
المحكمة هي مقر يجري فيه التقاضي فيما بين المتخاصمين، وتتبع السلطة القضائية. تتميز المحاكم باستقلاليتها عن السلطة التشريعية والسلطة التنفيذية. لقد قسٌم المنظم السعودي محاكم الدرجة الأولى إلى عدة أنواع على أساس اختلاف نوع الدعوى أو موضوعها (يطلق عليه الاختصاص الموضوعي)، وعلى أساس مكانها (يطلق عليه الاختصاص المكاني). وتعد المحكمة العامة من أنواع محاكم الدرجة الأولى، ويتولى نظام المرافعات الشرعية تحديد اختصاص المحاكم العامة والإجراءات المتبعة أمامها.

## تاريخ المحكمة العامة
كانت الخطوة الأولى في سبيل إيجاد نظام قضائي موحد يضم سائر المحاكم في جميع أنحاء المملكة العربية السعودية، وتم تشكيل المحاكم في الحجازعلى ثلاثة درجات بشهر أغسطس (آب) عام 1928 وهي «محاكم الأمور المستعجلة (محاكم جزئية، ومحاكم كبرى، ومحاكم ملحقات وهما عبارة عن محاكم عامة، وهيئة المراقبة القضائية (محكمة نقض وإبرام)»

### تطور المحكمة العامة
- نظام ناجز المحاكم الذي ساهم في خدمة جميع المحاكم العامة.
- المحاكمة عن بعد التي تهدف إلى تقليل مدد التقاضي وتقليص المدد وتوفير الجهد مع تحقيق كافة الضمانات القضائية أثناء المحاكمة.
- تفعيل الضبط والصك الإلكتروني الذي أدى لتهسيل الإجراءات للمستفيدين، ورفع موثوقية الوثائق القضائية، وتقليل التكاليف التشغيلية.
- توثيق الجلسات القضائية ورقمنتها ساعد لرفع مستوى الشفافية العدلية ورفع مستوى الثقة بالنظام العدلي السعودي، بالإضافة إلى المساهمة بالتحول الرقمي لخدمات الوزارة.
- تجهيز عدد من الدوائر القضائية في المحكمة العامة بأجهزة وأنظمة تقوم بتوثيق الجلسات بالصوت والصورة وتخزينها للرجوع إليها وقت الحاجة بكل سهولة.[5]

## مقر المحكمة العامة
تنشأ المحاكم العامة في المناطق والمحافظات والمراكز بحسب الحاجة.

### المحاكم العامة في السعودية
- المحكمة العامة الجموم
- المحكمة العامة رابغ
- المحكمة العامة خليص
- المحكمة العامة الكامل
- المحكمة العامة الطائف
- المحكمة العامة رنية
- المحكمة العامة تربة
- المحكمة العامة الخرمه
- المحكمة العامة قيا
- المحكمة العامة بني سعد
- المحكمة العامة حداد بني مالك
- المحكمة العامة ميسان
- المحكمة العامة ثقيف
- المحكمة العامة القريع
- المحكمة العامة ابو راكة
- المحكمة العامة تبوك
- المحكمة العامة البدع
- المحكمة العامة حقل
- المحكمة العامة تيماء
- المحكمة العامة الوجه
- المحكمة العامة أملج
- المحكمة العامة ضباء
- المحكمة العامة حائل
- المحكمة العامة بقعاء
- المحكمة العامة موقق
- المحكمة العامة الشملي
- المحكمة العامة الحائط
- المحكمة العامة الغزالة
- المحكمة العامة الشنان
- المحكمة العامة سيمراء
- المحكمة العامة السليمي
- المحكمة العامة ضمد
- المحكمة العامة جازان
- المحكمة العامة عرعر
- المحكمة العامة رفحاء
- المحكمة العامة طريف
- المحكمة العامة العويقيلة
- المحكمة العامة نجران
- المحكمة العامة شروره
- المحكمة العامة الباحة
- المحكمة العامة بلجرشي
- المحكمة العامة العقيق
- المحكمة العامة المخواة
- المحكمة العامة قلوة
- المحكمة العامة الحجرة
- المحكمة العامة القرى
- المحكمة العامة المندق
- المحكمة العامة غامد الزناد
- المحكمة العامة الدمام
- المحكمة العامة والتنفيذ الخبر
- المحكمة العامة الاحساء
- المحكمة العامة الجبيل
- المحكمة العامة النعيرية
- المحكمة العامة وكتابة العدل الخفجي
- المحكمة العامة حفرالباطن
- المحكمة العامة المدينة المنورة
- المحكمة العامة ينبع
- المحكمة العامة العلا
- المحكمة العامة خيبر
- المحكمة العامة العيص
- المحكمة العامة بدر
- المحكمة العامة الحناكية
- المحكمة العامة المهد
- المحكمة العامة وادي الفرع
- المحكمة العامة أبها
- المحكمة العامة خميس مشيط
- المحكمة العامة أحد رفيدة
- المحكمة العامة سراة عبيدة
- المحكمة العامة طريب
- المحكمة العامة الأمواه
- المحكمة العامة العرين
- المحكمة العامة ظهران الجنوب
- المحكمة العامة الحرجة
- المحكمة العامة تنومة
- المحكمة العامة النماص
- المحكمة العامة بلقرن
- المحكمة العامة باشوت
- المحكمة العامة تثليث
- المحكمة العامة بيشة
- المحكمة العامة محايل عسير
- المحكمة العامة رجال المع
- المحكمة العامة البرك
- المحكمة العامة المجاردة
- المحكمة العامة بارق
- المحكمة العامة بريدة
- المحكمة العامة عنيزة
- المحكمة العامة الرس
- المحكمة العامة الخبراء ورياضها
- المحكمة العامة المذنب
- المحكمة العامة البدائع
- المحكمة العامة النبهانية
- المحكمة العامة الاسياح
- المحكمة العامة عقلة الصقور
- المحكمة العامة عيون الجواء
- المحكمة العامة الشماسية
- المحكمة العامة البكيرية
- المحكمة العامة ضرية
- المحكمة العامة سكاكا
- المحكمة العامة القريات
- المحكمة العامة طبرجل
- المحكمة العامة دومة الجندل
- المحكمة العامة الرياض
- المحكمة العامة عفيف
- المحكمة العامة ضرما
- المحكمة العامة الرين
- المحكمة العامة مرات
- المحكمة العامة المزاحمية
- المحكمة العامة السليل
- المحكمة العامة الحريق
- المحكمة العامة حوطة بني تميم
- المحكمة العامة الافلاج
- المحكمة العامة الدلم
- المحكمة العامة وادي الدواسر
- المحكمة العامة حريملاء
- المحكمة العامة الخرج
- المحكمة العامة وكتابة عدل محافظة ثادق
- المحكمة العامة الزلفي
- المحكمة العامة وكتابة العدل حوطة سدير
- المحكمة العامة شقراء
- المحكمة العامة ظلم - قائمة بأعمال كتابة العدل فقط
- المحكمة العامة ام الدوم - قائمة بأعمال كتابة العدل فقط
- المحكمة العامة الغريف - قائمة بأعمال كتابة العدل فقط[7]

## تشكيل المحكمة العامة
تتكون المحاكم العامة من دوائر متخصصة، ويكون من بينها:
1. دوائر للتنفيذ وللإثباتات الإنهائية وما في حكمها التي تخرج عن اختصاصات المحاكم الأخرى وكتابات العدل.
2. دوائر للفصل في الدعاوى الناشئة عن حوادث السير وعن المخالفات المنصوص عليها في نظام المرور السعودي ولائحته التنفيذية.

كما سمح المنظم السعودي بإنشاء دوائر متخصصة كالدائرة الجزائية والتجارية والعمالية والأحوال الشخصية في المحاكم العامة الموجودة في المراكز والمحافظات التي لا توجد فيها محاكم متخصصة حسب الحاجة لها، ويكون لهذه الدوائر ذات الاختصاصات الممنوحة للمحاكم المتخصصة.
تتألف كل دائرة في المحكمة العامة من قاض فرد أو ثلاثة قضاة، وفق ما يحدده المجلس الأعلى للقضاء، ويحدد المجلس الأعلى للقضاء القضايا التي تختص بنظرها المحكمة العامة المكونة من قاضٍ واحد. ويتم تعيين رئيس كل دائرة وأعضاؤها أو قاضيها بقرار من رئيس المحكمة. ويتولى رئيس المحكمة أو نائبه رئاسة الدائرة عند غياب رئيسها. وتَصدر الأحكام في المحكمة العامة من قاض فرد، ماعدا قضايا القتل والرجم والقطع وغيرها من القضايا التي يُحددها النظام فتصدر من ثلاثة قضاة.

## اختصاصات المحكمة العامة
تختص المحاكم العامة بالفصل في جميع القضايا، وفقًا لقواعد اختصاص المحاكم المنصوص عليها في نظام المرافعات الشرعية
أولاً: تختص المحاكم العامة بنظر جميع الدعاوى والقضايا والإثباتات الإنهائية وما في حكمها الخارجة عن اختصاص المحاكم الأخرى وكتابات العدل وديوان المظالم، ولها بوجه خاص النظر في الآتي:
1. الدعاوى المتعلقة بالعقار، من المنازعة في الملكية، أو حق متصل به، أو دعوى الضرر من العقار نفسه أو من المنتفعين به، أو دعوى أقيام المنافع أو الإخلاء أو دفع الأجرة أو المساهمة فيه، أو دعوى منع التعرض لحيازته أو استرداده، ونحو ذلك، ما لم ينص النظام خلاف ذلك.
2. الدعاوى الناشئة عن حوادث السير وعن المخالفات المنصوص عليها في نظام المرور ولائحته التنفيذية.
3. الدعاوى الناشئة عن الأخطاء الطبية.

ثانياً: تختص المحكمة العامة في المحافظة أو المركز اللذين ليس فيهما محكمة متخصصة بنظر جميع الدعاوى والقضايا والإثباتات الإنهائية وما في حكمها الداخلة في اختصاص تلك المحكمة المتخصصة، وذلك ما لم يقرر المجلس الأعلى للقضاء خلاف ذلك.